# Pjotr Nikolajewitsch Ismailow
Pjotr Nikolajewitsch Ismailow (russisch Пётр Никола́евич Измайлов; engl. Transkription Petr Izmailov; * 13. Juli 1906 in Kasan; † 28. April 1937 in Nowosibirsk) war ein sowjetischer Schachspieler. Er wurde ein Opfer der Stalinschen Säuberungen.

## Leben
Er war das jüngste von acht Kindern des russisch-orthodoxen Priesters Nikolai Petrowitsch Ismailow (1868–1961) und dessen Frau Olga. Das Schachspiel erlernte er im Alter von 15 Jahren in der Schule. Bereits ein Jahr später wurde er zur Teilnahme an der Stadtmeisterschaft von Kasan eingeladen, landete aber noch auf den hinteren Plätzen. In den folgenden Jahren verbesserte er sich kontinuierlich und wurde 1923 Vierter und 1924 Zweiter. Im Mai 1924 gewann er mit 6,5 Punkten aus 9 Partien überraschend die Meisterschaft der Region Wolga. Daraufhin wurde er zum Nebenturnier A der sowjetischen Meisterschaft eingeladen, das im August 1924 in Moskau stattfand. Dort kam er mit 6 Punkten aus 14 Partien auf Platz 9 und erhielt daraufhin den Titel eines Spielers der ersten Kategorie. Im November 1924 zog die Familie nach Omsk, wo Pjotr Ismailow bei der Stadtmeisterschaft im März 1925 mit 6,5 Punkten aus 9 Runden auf den geteilten ersten Platz kam. Bei der Meisterschaft der Region Wolga 1925 in Kasan wurde er trotz seines Umzugs als Titelverteidiger eingeladen und belegte mit 8 Punkten aus 10 Partien den zweiten Platz. In Nowosibirsk gewann er 1926 die Meisterschaft von Sibirien mit 15,5 Punkten aus 18 Partien. Außerdem siegte er bei der Stadtmeisterschaft von Omsk mit 9 Punkten aus 10 Partien. 
Im August 1926 zog Pjotr Ismailow nach Tomsk, wo er ein Studium der Geologie aufnahm. Bereits im Oktober spielte er bei der Stadtmeisterschaft mit und wurde mit 9,5 Punkten aus 13 Partien Zweiter. Bei der Meisterschaft von Sibirien, die Anfang 1927 in Nowosibirsk gespielt wurde und bei der Boris Werlinski außer Konkurrenz antrat, belegte er mit 5,5 Punkten aus 9 Partien ebenfalls den zweiten Platz. In Tomsk, dessen Schachleben in dieser Zeit florierte, nahm Ismailow 1927 an zahlreichen Veranstaltungen teil, darunter einem Wettkampf „Studenten gegen Gewerkschaften“ und einem Trainingsturnier der sechs besten Spieler der Stadt, das er mit 4 Punkten aus 5 Partien abschloss. Die Stadtmeisterschaft gewann er souverän mit 12 Punkten aus 13 Partien. In der Meisterschaft von Sibirien im März 1928 erzielte er 7 Punkte aus 8 Partien und gewann den Titel nach Stichkampf gegen den punktgleichen Pawel Komarow. Einen 1928 in Omsk ausgetragenen Wettkampf auf zehn Partien gegen Gawriil Ufimzew, den Vater von Anatoli Ufimzew, gewann Ismailow mit 7:0.
Seinen größten schachlichen Erfolg erreichte Ismailow bei der im November 1928 in Moskau ausgetragenen Meisterschaft der RSFSR, die er mit 10 Punkten aus 13 Partien gewann. Es folgten ein geteilter 1. Platz bei der Stadtmeisterschaft von Tomsk mit 9,5 Punkten aus 11 Partien sowie eine Teilnahme außer Konkurrenz an der Meisterschaft der nordwestlichen Region in Leningrad, bei der er 7 Punkte aus 9 Runden erreichte und seine Partie gegen Wjatscheslaw Ragosin gewann. In der Vorrunde zur Meisterschaft der Sowjetunion, die im September 1929 in Odessa ausgetragen wurde, qualifizierte sich Ismailow mit 5 Punkten aus 8 Partie für das Halbfinale. Dort gewann er die Gruppe 1 mit 3,5 Punkten aus 5 Partien, punktgleich mit Ilja Kan und vor dem späteren Weltmeister Michail Botwinnik, den er besiegte. Dieser Erfolg brachte ihm den Titel eines Meisters ein, der ihm allerdings im August 1935 von einem Komitee unter Vorsitz von Nikolai Krylenko, dem auch Botwinnik angehörte, wieder aberkannt wurde. Beim Finale war Ismailow dann nicht mehr dabei. Die Zeitungen Prawda und Iswestija gaben an, dass er krank sei, die Komsomolskaja Prawda berichtete über Erschöpfung, während die Schachzeitschrift Schachmatny Listok schrieb, dass er wegen anstehender Prüfungen an der Universität die Heimreise antreten musste. Von seinem Sohn 1997 durchgeführte Recherchen im mittlerweile zugänglichen Archiv des Inlandsgeheimdienstes FSB legen nahe, dass seine Teilnahme am Finale politisch nicht erwünscht war, weil er der Sohn eines Geistlichen war.
Im Jahr 1930 spielte Ismailow nur ein Turnier, er gewann mit 7 Punkten aus 9 Partien die Stadtmeisterschaft von Tomsk. Im Oktober 1931 nahm er erneut am Halbfinale zur Meisterschaft der Sowjetunion teil und konnte dort abermals gegen Botwinnik gewinnen. Mit 5 Punkten aus 9 Partien kam er aber nur auf den geteilten dritten Platz und konnte sich damit nicht für das Finale qualifizieren. Im Jahr 1931 beendete er auch sein Studium mit einem Abschluss als Ingenieur. In den folgenden Jahren war er mit geologischer Feldforschung in der Taiga beschäftigt und hatte nur noch selten Gelegenheit, an Turnieren teilzunehmen. Die Stadtmeisterschaft von Tomsk 1934 konnte er mit 10,5 Punkten aus 12 Partien ein weiteres Mal gewinnen. Den letzten Turniersieg seiner Karriere errang er bei der Meisterschaft von West-Sibirien im April 1935 mit 13 Punkten aus 17 Partien. Im Halbfinale der Meisterschaft der RSFSR im November 1935 in Gorkij kam er mit 5,5 Punkten aus 11 Partien auf den geteilten sechsten Platz. Sein letztes Turnier war die Allunions-Meisterschaft für Spieler der ersten Kategorie im April 1936 in Leningrad, bei der er mit 7,5 Punkten aus 14 Partien den sechsten Platz in Gruppe 3 belegte. 
Am 10. September 1936 wurde Ismailow in Tomsk vom NKWD verhaftet. Der Vorwurf lautete, dass er Mitglied einer „konterrevolutionären trotzkistisch-faschistischen Terrororganisation“ sei, die Stalin und andere hochrangige Funktionäre ermorden wolle. Die Teilnahme an dem Turnier in Leningrad habe der Vorbereitung eines Anschlags gedient. Am 28. April 1937 wurde Ismailow, der sich für unschuldig erklärte, von einem Militärgericht nach nur zwanzigminütiger Verhandlung zum Tode verurteilt und unmittelbar darauf durch Erschießen hingerichtet. Weil sie seine angeblichen antisowjetischen Aktivitäten nicht den Behörden gemeldet hatte, wurde seine Frau Galina (1908–1987) im September 1937 zu acht Jahren Arbeitslager verurteilt und nach Magadan verbannt. Ihr Sohn Nikolai (* November 1934) wuchs bei Verwandten auf. Im Juli 1957 wurde Pjotr Ismailow postum rehabilitiert.
Nachträglichen Berechnungen zufolge gehörte Ismailow Ende 1929 zu den 50 besten Schachspielern der Welt. Aufgrund der Zeitumstände sind aber nur wenige Partien von ihm erhalten geblieben. Im Juli 1998 wurde in Tomsk ein Schachklub nach ihm benannt. In den Jahren 1997 bis 2013 richtete der regionale Schachverband zu seinen Ehren jährlich ein Gedenkturnier aus.